# Ніагара (регіональний муніципалітет)
 Ніагара (регіональний муніципалітет) (англ. Regional Municipality of Niagara) — регіональний муніципалітет у Південному Онтаріо, Канада.
До складу муніципалітету входить більшість Ніагарського півострова. На східній межі протікає річка Ніагара, яка є також природним кордоном з США. На півночі знаходиться озеро Онтаріо, а на півдні — Ері.
Щороку 1,2 мільйон відвідувачів відвідують регіон Ніагарського виноградарства, що є найважливішим сільськогосподарським підприємством в регіоні. Всесвітньо відомий Ніагарський водоспад є однією з основних визначних туристичних пам'яток Канади.
В регіоні знаходиться Велландський канал (англ. Welland Canal)), що з'єднує озера Ері та Онтаріо і є важливим торговим маршрутом для США і Канади.

## Населення
- Ніагара-Фоллс
- Порт-Колборн
- Сент-Кетерінс
- Торолд
- Велланд

Містечка
- Форт-Ері
- Грімсбі
- Лінкольн
- Ніагара-он-да-Лейк
- Пілгам

Селища
- Вейнфліт
- Вест-Лінкольн

## Провінційні парки й природоохоронні території
| - Провінційний парк "Шорт-Хілс" (англ. Short Hills Provincial Park) - Природоохоронна територія «Вейнфілд-Бог» (англ. Wainfleet Bog Provincial Wildlife Preserve) - Природоохоронна територія «Балс-Фалс» (англ. Ball's Falls Conservation Area]]) - Природоохоронна територія «Чіппава-Крік» (англ. Chippawa Creek Conservation Area) - Природоохоронна територія «Лпнг-Біч» (англ. Long Beach Conservation Area) - Природоохоронна територія «Морганс-Пойнт» (англ. Morgan's Point Conservation Area) - Природоохоронна територія «Кейв-Срингс» (англ. Cave Springs Conservation Area) - Природоохоронна територія «Ст. Джонс» (англ. St. John's Conservation Area) - Природоохоронна територія «Роквей» (англ. Rockway Conservation Area) - Природоохоронна територія «Лут» (англ. Louth Conservation Area) - Природоохоронна територія «Монтейн-Вью» (англ. Mountainview Conservation Area) - Природоохоронна територія «Бімер-Меморіал» (англ. Beamer Memorial Conservation Area) - Природоохоронна територія «Вуденд» (англ. Woodend Conservation Area) | - Природоохоронна територія «Вулвертон» (англ. Woolverton Conservation Area) - Водно-болотяні угіддя природоохоронна територія «Вейнфілд» (англ. Wainfleet Wetlands) - Водно-болотяні угіддя природоохоронна територія «Гомберстон-Віллобі» (англ. Humberstone & Willoughby Wetlands) - Водно-болотяні угіддя природоохоронна територія «Мод-Лейк» (англ. Mud Lake Wetlands) - Природоохоронна територія «ім. Е. Ч. Браун» (англ. E.C. Brown Conservation Area) - Природоохоронна територія «Юнейтед-Емпайер-Дояалист» (англ. United Empire Loyalist Conservation Area) - Природоохоронна територія «Дейвидсон-Вір» (англ. Port Davidson Weir Conservation Area) - Природоохоронна територія «Цукер-Буш» (англ. Sugar Bush Conservation Area) - Природоохоронна територія «Стівенсвіль» (англ. Stevensville Conservation Area) - Природоохоронна територія «Вірджіл-Дамс» (англ. Virgil Dams Conservation Area) - «Веселий Ральф» пташиний парк (англ. Happy Rolph's Bird Sanctuary) - «Найагра Глен» Природний заповідник Niagara Glen Nature Reserve}}) |